# Język kuot
Język kuot (a. kuat), także panaras – język papuaski używany w Papui-Nowej Gwinei, w 9 wsiach w prowincji Nowa Irlandia. Według danych z 2002 roku mówi nim 2 tys. osób.
Jest jedynym spośród języków Nowej Irlandii, który nie należy do rodziny austronezyjskiej. Został sklasyfikowany jako izolat.
Przypuszcza się, że jest zagrożony wymarciem. Najmłodsze pokolenie preferuje posługiwanie się tok pisin.
Jest zapisywany alfabetem łacińskim.